# Rodolfo Emilio Giuseppe Pichi-Sermolli
Rodolfo Emilio Giuseppe Pichi-Sermolli est un botaniste italien, né le 24 février 1912 à Florence et mort le 22 avril 2005.
Il est le fils de Giuseppe Pichi-Sermolli et de Maria née Del Rosso. Il est diplômé d’histoire naturelle à l’université de Florence en 1935. Il se marie le 9 avril 1942 avec Clara Bernardini, union dont il aura deux enfants.
De 1935 à 1958, il est assistant à l’Institut de botanique de l’université de Florence, de 1958 à 1959 professeur de botanique à l’université Sassarid en Sardaigne et, enfin, à partir de 1959, professeur à l’Institut botanique de l’université de Gênes et directeur du Jardin botanique.
Il est spécialisé sur l’écologie et la phytogéographie de l’Afrique tropicale, on lui doit également des travaux en taxinomie végétale.